# Гайдар, Аркадий Петрович
Арка́дий Петро́вич Гайда́р, настоящая фамилия Го́ликов (9 [22] января 1904, Льгов, Курская губерния — 26 октября 1941, близ села Лепляво, Каневский район, Черкасская область) — русский советский детский писатель, сценарист и прозаик, журналист, военный корреспондент. Участник Гражданской и Великой Отечественной войн. Классик детской литературы, известный главным образом рассказами и повестями об искренней дружбе и боевом товариществе.

## Биография

### Детство
Аркадий Голиков родился в 1904 году в городе Льгове Курской губернии в семье преподавателя начального народного училища, Петра Исидоровича Голикова (1879—1927). Мать, Наталья Аркадьевна, в девичестве Салькова (1881—1924), происходила из обедневших дворян, вела хозяйство, помогала мужу в изучении французского языка, а когда он отправлялся в окрестные деревни, заменяла его в классах. Вслед за Аркадием в семье родились три дочери — Наталья (1905), Ольга (1908) и Екатерина (1910).
В 1909 году, когда усилились репрессии против участников революционного движения, родители переехали из Льгова в посёлок Вариха, недалеко от Сормова. Пётр Исидорович был принят на службу в акцизное управление, а спустя год переведён в Нижний Новгород — семья переехала в город. Наталья Аркадьевна окончила частные акушерские курсы, сдала экзамены на диплом фельдшера-акушерки на медицинском факультете Казанского университета, а место для работы ей предложили в больнице Арзамаса. Петр Исидорович попросил на службе перевод, и в апреле 1912 года Голиковы обосновались в этом городе — семья поселилась на Новоплотинной улице в доме № 25:61.
В 1914 году отца забрали на фронт. Осенью того же года Аркадий поступил в арзамасское реальное училище. Он тосковал по отцу и попытался убежать к нему на войну. Через два дня:98 первоклассника Голикова нашли на одной из станций вблизи Нижнего Новгорода и вернули домой.

### Гражданская война
С февраля 1917 года выполнял разные поручения партийной организации арзамасских большевиков. В конце 1917 — начале 1918 года участвовал в столкновениях с кадетами и в аресте кадетской группы:62—64. В январе 1918 года на толкучке купил браунинг, что не было проблемой в Арзамасе — фронтовики сбывали трофейное оружие. Вызвался патрулировать улицы, вскоре ему была выдана винтовка — её номер он вписал в школьный дневник. В феврале был ранен ножом в грудь на тёмном перекрёстке:63. Хотел вступить в Красную армию (РККА), где уже служил отец, но его не принимали по возрасту. Помогли Александр Фёдорович Субботин — большевик и профсоюзный работник, близкий друг Натальи Аркадьевны — и военный комиссар Чувырин, запомнивший Голикова по работе в организации большевиков. Чувырин зачислил его в вооружённый отряд рабочих для защиты Арзамаса от крестьянских боевых отрядов, двигавшихся от Мурома:101—103. С июля 1918 года Голиков служил секретарём в редакции газеты арзамасских большевиков «Молот», а с сентября — делопроизводителем в партийной организации.
В августе 1918 года штаб Восточного фронта РККА переехал в Арзамас — город стал важным военным центром. 27 августа Голиков подал заявление в Арзамасский комитет РКП(б) и был принят в партию «с правом совещательного голоса по молодости и впредь до законченности партийного воспитания». Полноправным членом РКП(б) он стал с 15 декабря 1918 года, в анкете коммуниста указал возраст 16 лет. В декабре ушёл из пятого класса училища и вступил добровольцем в РККА, служил сначала адъютантом начальника обороны и охраны всех железных дорог Республики Е. И. Ефимова, а затем начальником команды связи.
С марта 1919 года обучался на 7-х Московских пехотных курсах подготовки командного состава РККА, а после их расформирования (с апреля) — на 6-х Киевских командных курсах. Был секретарём партячейки РКП(б) курсов. В мае — июне в составе сводной роты курсантов боевого отряда особого назначения участвовал в оборонительных боях под Киевом. Окончил курсы 23 августа (досрочный выпуск). В сформированной из курсантов Ударной бригаде командир взвода Голиков в бою под Бояркой 27 августа заменил убитого полуротного. После сдачи Красной армией Киева воевал на польском фронте, под Борисовом, Лепелем и Полоцком. В декабре 1919 года получил шрапнельное ранение в ногу и был контужен. После лечения, в феврале 1920 года приехал на побывку к родным в Арзамас. В дом вошёл, оставив в сенях костыли и стараясь не хромать, чтобы не испугалась мать:104. В Арзамасе заболел сыпным тифом.
В марте 1920 года стал командиром 4-й роты 2-го батальона 303-го полка 37-й Кубанской дивизии. На горном перевале у станицы Ширванская в перестрелке под ним убили лошадь. Из воспоминаний А. Гайдара о периоде 1919—1920 годов:
Порядок моих фронтов был такой: петлюровский, польский, кавказский, Сочи, Кубань… Направлен на Кавказский фронт (март 1920 года). После захвата остатков деникинцев (армия генерала Морозова) под Сочи стоял с ротой, охранял границу с белогрузинами (мост через реку Псоу) за Адлером, но вскоре, когда генералы Гейтман и Житиков подняли на Кубани восстание, были мы переброшены в горы, и всё лето до поздней осени гонялись за этими бандами.
В октябре 1920 года был направлен в Москву на курсы командного состава. Зимой учился на курсах «Выстрел», в феврале 1921 года досрочно окончил их по отделению командиров полков, а в марте 1921 года вступил в командование 23-м запасным стрелковым полком 2-й запасной стрелковой бригады Орловского военного округа в Воронеже. Под его командованием было около пяти тысяч человек, возраст рядовых и командного состава колебался от 20 до 42 лет, но статус полка был тыловым — здесь готовили маршевые роты и батальоны, которые направлялись в действующую армию на фронт.
В начале 1921 года в должности командира батальона, а затем сводного отряда действовал против двух повстанческих «армий» Антонова в Тамбовской губернии. В конце июня 1921 года командующий войсками в Тамбовской губернии М. Н. Тухачевский подписал приказ о назначении Аркадия Голикова, которому на тот момент было 17 лет и 5 месяцев, командиром 58-го отдельного полка по борьбе с бандитизмом. В списках полка в Моршанске значилось 2879 человек, хотя по штату должно было быть 3688. Голиков подписал акт о приёме полка 4 июля. По сравнению с запасным полком в Воронеже, здесь он воевал, стрелял и был ранен. Однако специфика боевых действий вынуждала командира полка проводить операции по-партизански, в составе групп из 25—30 бойцов — фактически в качестве командира взвода. Тамбовщина оставила ему «серьёзную отметину в виде ранения двумя осколками бомбы (чугунка, начинённого порохом) в руку и контузии правой стороны головы с прорванным насквозь ухом».
За боевые заслуги был официально направлен на учёбу в Академию Генерального штаба, летом 1921 года готовился к предстоящим в сентябре вступительным экзаменам, но 20 августа был отозван по запросу начальника штаба ЧОН В. А. Кангелари. В августе побывал в Арзамасе:109. В начале сентября вместе с первой женой Марией Плаксиной прибыл в Екатеринбург, чтобы представить в штаб Приуральского военного округа документы для назначения на новую должность. Супруги поселились в гостинице «Меблированный дом Пале-Рояль» — там же Голиков заполнил необходимые документы и написал автобиографию, где сообщил, в частности, что «был два раза ранен в ноги и контужен в правое ухо, которое разорвало». Получив назначение (10 сентября), на новое место службы поехал с женой, но вскоре они расстались. Осенью 1921 года служил в Башкирии, возглавлял 3-й оперативный батальон ЧОН, участвовавший в боях с противниками советской власти в Тамьян-Катайском кантоне.

#### В Енисейской губернии
В начале 1922 года получил назначение в Сибирь и выехал в Иркутск. По дороге в Сибирь заехал в дивизию к отцу — комиссару штаба — они встретились впервые за несколько лет. Здесь он недолго отдохнул:109—110. 9 февраля прибыл в Иркутск, а оттуда был направлен к месту службы. С февраля по сентябрь 1922 года находился в Енисейской губернии. Возглавлял отряд, который, судя по сохранившимся документам, противодействовал бандам Родионова, Кулакова, Соловьёва.
19 марта назначен на должность начальника 2-го боевого участка Ачинско-Минусинского боевого района. 26 марта выехал из Ужура в село Божье Озеро, а с 29 марта принял командование участком. В распоряжении Голикова находились 102 красноармейца 2-й роты 6-го сводного отряда с четырьмя пулемётами и 26 кавалеристов, позднее численность бойцов увеличилась до 165 человек. Он выделил 40 красноармейцев для охраны курорта «Озеро Шира» и 10 — в качестве гарнизона села Солёноозёрное, а основные силы держал при себе. Отряд под командованием Голикова действовал с конца марта по первую декаду июня 1922 года — два с половиной месяца. Судя по сохранившимся в архивах документам о деятельности отряда в период с 1 апреля по 25 мая 1922 года, его бойцы в основном занимались разведкой, поиском и преследованием «банд», но эти действия были безуспешными.
В начале апреля Голиков с небольшими силами оказался в районе, где, по его мнению, половина населения поддерживала «бандитов». Доложил командующему ЧОН губернии о необходимости, по опыту подавления тамбовского восстания, серьёзного вмешательства вплоть до уничтожения «бандитских» улусов. Для ликвидации «банд» запросил дополнительно 80 красноармейцев.
С появлением Голикова среди бойцов участились случаи конфискаций и экзекуций, которым подверглись жители улусов Барбаков, Подкамень, Балахта, Малый Кобежиков, Сулеков, Большой Арыштаев, рудничных посёлков и села Солёноозёрное (Форпост). Голиков не сумел наладить отношений с местными Советами и с уполномоченными губернского отдела ГПУ, которые, по его мнению, больше следили за поведением командиров подразделений ЧОН и не занимались своими прямыми обязанностями — созданием агентурной сети. По словам Голикова, ему «пришлось лично вербовать себе лазутчиков». Так, 19 и 27 апреля он арестовал по подозрению в связях с «бандой» Ф. П. Ульчигачева и И. В. Итеменева, которые после избиения согласились стать его разведчиками.
Очевидцы жаловались, что Голиков появлялся пьяным среди красноармейцев и гражданских лиц, неоднократно посылал своего адъютанта в ближайшие селения за самогоном. На Пасху красноармейцы три дня пьянствовали, гуляя под конфискованную гармошку. Сложные отношения сложились у Голикова с подчинёнными. Так, он арестовал и отправил в Форпост лишённых своих вещей шестерых бойцов из вернувшегося с оперативного задания взвода, выразивших недовольство его жестокостью. Командир взвода 24 апреля подал вышестоящему начальнику рапорт, в котором обвинил Голикова в развале своего подразделения.
По подозрению в связях с «бандитами» бойцы Голикова в разное время и в разных местах арестовали восемь жителей. Одного из них спасло заступничество местной власти, двоим удалось сбежать. Из пяти остальных арестованных в целом за май 1922 года трое были расстреляны по приказу Голикова, а двое застрелены при попытке к бегству, причём один из бежавших был ранен лично Голиковым и утонул в реке.
Такие действия отряда и его командира вызвали озабоченность представителей местной власти. Жалобы на деятельность Голикова поступали в Ужур, Ачинск и Красноярск. Из Усть-Фыркальского волостного исполнительного комитета пришла телеграмма с просьбой принять меры по спасению людей. Особый отдел губернского отдела ГПУ открыл 3 июня дело № 274 по обвинению Голикова в злоупотреблении служебным положением. Выезжавшая на место специальная комиссия, собрав жалобы населения, заключила свой отчёт требованием расстрела бывшего начальника боевого участка. Голиков допрашивался в ГПУ 14 и 18 июня. Доказывая, что все расстрелянные являлись «бандитами» или их пособниками, он признал себя виновным лишь в несоблюдении в своих действиях «законных формальностей» и объяснил, что оформлять протоколы допросов и расстрельные приговоры было некому. Начальник особого отдела Коновалов нашёл Голикова виновным в самочинных расстрелах и подлежащим заключению под стражу.
Вместе с тем в ГПУ уже знали об отношении к Голикову его командования — 7 июня из штаба ЧОН губернии в особый отдел была передана резолюция командующего В. Н. Какоулина: «Арестовать ни в коем случае, заменить и отозвать». По указанию президиума Енисейского губернского комитета РКП(б) 30 июня дело Голикова из отдела ГПУ было передано в контрольную комиссию при губкоме для рассмотрения его по партийной линии.
18 августа было решено обсудить его на совместном заседании президиума губкома и контрольной комиссии РКП(б). 1 сентября 1922 года Голиков был исключён из РКП(б) и переведён на 2 года в разряд испытуемых с лишением возможности занимать ответственные посты. Практически все обвинения, кроме незаконных экспроприаций и расстрела трёх бандитских пособников, с него были сняты.
После разбирательств в Красноярске Голикову сразу же было назначено психиатрическое освидетельствование. Осенью 1922 года он покинул Красноярск. Учитывая переживаемое им состояние травматического невроза, Реввоенсовет 18 ноября предоставил ему полугодовой отпуск (который дважды продлевался из-за не отступавшей болезни).

### Травматический невроз
Первые признаки болезни у Голикова проявились в 1922 году в период службы в Енисейской губернии. «Тут я начал заболевать (не сразу, а рывками, периодами), — написал впоследствии об этом Аркадий Гайдар. — Всё что-то шумело в висках, гудело и губы неприятно дёргались».
В ноябре 1924 года Голиков был уволен из РККА по болезни:111 с диагнозом «травматический невроз», который развился вследствие повреждения спинного и головного мозга после ранения осколком шрапнели и неудачного падения с лошади в 1919 году.
В анамнезе, «составленном со слов больного», было отмечено: «Тут появилась раздражительность, злобность. Появилось ухарство, наплевательское отношение ко всему, развинченность… Стали появляться приступы тоскливой злобности, спазмы в горле, сонливость, плакал». Голиков постоянно испытывал резкие перепады настроения. Сохранились воспоминания очевидцев о том, что он несколько раз резал себя бритвой, и только своевременное вмешательство близких и врачей спасало его от неминуемой смерти. Его внук Егор Гайдар, ссылаясь на семейные рассказы, утверждал, что это были не попытки самоубийства, а стремление причинением себе страданий перебить невыносимую головную боль.
Биограф писателя Б. Н. Камов привёл фразу из дневника Гайдара: «Снились люди, убитые мною в детстве». Сны были записаны А. П. Гайдаром по просьбе лечащего врача А. О. Эдельштейна в клинике имени С. С. Корсакова в декабре 1930 года. История болезни была найдена в 1987 году А. Г. Выгоном и «любезно предоставлена автору книги».

### Журналист
1923 — в январе находился в Красноярске. Из письма Голикова сестре Наташе:

Красноярск, 17 января 1923 года, вторник. Мне приходится уехать на месяц в физиобально-терапевтический [бальнеофизиотерапевтический] институт в Томск. На днях по поручению губкома был созван консилиум, и врачи определили: истощение нервной системы в тяжелой форме на почве переутомления и бывшей контузии, с функциональным расстройством и аритмией сердечной деятельности.
Приехал в Арзамас, писал большую автобиографическую повесть:65 «В дни поражений и побед». Осенью после лечения в 1-м Красноармейском Коммунистическом госпитале в Москве (до этого лечился в Красноярске и Томске) ему по состоянию здоровья был предоставлен шестимесячный отпуск с сохранением содержания.
1924 — зимой побывал в Ленинграде и в Арзамасе. В апреле был зачислен в резерв в звании командира полка. Летом с законченной вчерне повестью поехал в Крым проведать болевшую туберкулёзом мать, там доработал повесть и вскоре уехал. Полученное в Москве известие о смерти матери «привело его в то ужасное нервное состояние, после которого он обычно вынужден был ложиться в больницу и долго не мог поправиться». В ноябре был уволен из РККА по болезни. В конце осени принёс рукопись «В дни поражений и побед» в издательство ЗИФ. Получив деньги и перепечатанный экземпляр рукописи, вновь купил себе одежду, которую любил больше всего: командирские сапоги, будёновку и длинную кавалерийскую шинель:111—115.
1925 — зимой проживал в Москве. На лето уехал с сестрой Наташей в Гагры. Осенью возвратился в Москву:116 и съездил в Ленинград. Там встретился с писателями Фединым, Семёновым, Слонимским и показал им свою первую повесть. Она вышла в свет в Ленинграде, в альманахе «Ковш», подписанная ещё «Аркадий Голиков». Тогда же писал рассказ «Р. В. С.». Задумал небольшую новеллу «Угловой дом». До этого у него уже были публикации в ряде газет: «Авангард» в Арзамасе, «Ленинские искры» в Ленинграде, в каких-то красноярских изданиях (о чём он сообщал в письме отцу). В конце октября уехал в Пермь по совету ранее работавшего там в газете «Звезда» друга детства, Александра Плеско, переехавшего в сентябре 1925 года на работу в Москву, а в «Звезде» остались работать второй друг детства, Николай Кондратьев, и (временно) жена Александра, Галина Плеско. В Перми Голиков проживал в доме-коммуне журналистов по адресу ул. Луначарского, 42. В «Звезде» 7 ноября был опубликован его рассказ «Угловой дом» — первое (как принято считать) произведение, подписанное псевдонимом «Гайдар».
1926 — зимой закончил повесть «Жизнь ни во что» («Лбовщина»), которая печаталась в газете с продолжением. Вышел в свет рассказ «Р. В. С.». Весной (25 марта) отправился путешествовать с Николаем Кондратьевым в Среднюю Азию. Перед этим оба получили значительный гонорар. За четыре месяца побывали в Кара-Кумах, в Ашхабаде, в Баку, а также в Ростове, где им пришлось грузить арбузы на станции, чтобы заработать на еду:118—119. По возвращении издал сборник рассказов под общим заголовком «Угловой дом». В июле 1926 года «Звезда» напечатала очерк Гайдара «Пути-дороги» о его прошлом путешествии (после отдыха в Гаграх, как явствует из очерка) пешком из Харькова в Донбасс и о его работе на одной из угольных шахт. Наибольшую известность ему принесли выступления в публицистическом и сатирическом жанре. Однако один из героев его фельетона обвинил автора в клевете и выиграл дело в суде, после чего Гайдару пришлось покинуть Пермь.
1927 — в феврале переехал из Перми в Свердловск. Поселился в старинном доме семьи Пестовых. Писал фельетоны для газет, за три месяца пребывания успел опубликовать 12 фельетонов, один очерк и повесть «Лесные братья». Затем отправился путешествовать по стране дальше и пробовать себя в других редакциях. В июле переехал в Москву. Активно сотрудничал с газетой Московского военного округа «Красный воин». Параллельно, с сентября по ноябрь, опубликовал семь фельетонов в «Красной звезде». Вышла повесть «Всадники неприступных гор».
1928 — в Москве писал повесть «На графских развалинах». В ноябре, закончив эту повесть и написав первые главы новой повести (которую сначала назвал «Маузер»), переехал в Архангельск, где жила его семья — жена и сын Тимур. Начал работать в газете «Волна» (с 25 мая 1929 года — «Правда Севера»).
1929 — опубликовал отрывок из новой повести под названием «Дезертир» в приложении к газете «Волна» — «Литературном Севере» № 1 от 6 января 1929 года. За весь период работы в газете опубликовал около 60 корреспонденций. Особый успех имели очерки «Рыбаки» и «Шумит Мудьюга», посвящённые созданию рыболовецких артелей на побережье Белого моря. Летом надолго попал в больницу — дали о себе знать последствия контузии. Выйдя из больницы, по совету друзей уехал с женой в Ленинград. Затем ненадолго возвратился в Архангельск.
1930 — в феврале покинул Архангельск и переехал в Москву. Здесь в начале года закончил свою новую повесть, дав ей уже другое название — «Обыкновенная биография». Под этим названием она вышла в «Роман-газете» и затем была издана для детей под названием «Школа». Вызвал в Москву семью — приехали Тимур с матерью:123. Летом писал продолжение — вторую часть «Школы», но не закончил. Писал для радио рассказ «Четвёртый блиндаж».
1931 — в июле — августе жил с Тимуром в Крыму, в детском лагере «Артек». В «Артеке» писал и закончил в августе повесть «Дальние страны». По возвращении в Москву вскоре уехал на Дальний Восток. Задумал повесть «Военная тайна».
1932 — с января по сентябрь работал на Дальнем Востоке, в Хабаровске, разъездным (специальным) корреспондентом газеты «Тихоокеанская звезда». В свободное время любил поиграть в волейбол. В начале августа заболел, почти месяц лечится в психоневрологической больнице. Во время лечения работал над повестью «Военная тайна». Осенью возвратился в Москву и поселился у сестры Наташи на Сивцевом Вражке. Не закончив «Военной тайны», принялся за новую повесть — «Синие звёзды»:126.

### Писатель
1933 — летом на даче в Клязьме закончил «Военную тайну»:126. В Армении появился фильм, сделанный по повести «Школа».
1934 — в конце марта уехал в село Ивня (в те годы это была Курская область) повидаться с Тимуром, который жил там с матерью, работал над «Синими звёздами». С середины мая жил на даче в Клязьме. В этом же году он один из первых посетил только что открывшийся Дом творчества писателей в Ялте. Зимой жил в Арзамасе, где задумал «Голубую чашку».
1935 — с начала года жил в Арзамасе, в мае переехал на лето в пригород, в село Сталино, писал «Голубую чашку», затем возвратился в Москву. Тяжело переживал критику «Военной тайны» — нервное потрясение — лечился в санатории в Крыму. Осенью в доме отдыха писателей в Малеевке, под Москвой, закончил «Голубую чашку»:129—130.
1936 — зимой и летом жил в Голицыне, под Москвой, сильно болел. Начал работать в кино, редактировал и исправлял сценарии других авторов. Появился фильм «Дума про казака Голоту» (сценарий Игоря Савченко, отредактирован и исправлен Гайдаром):130—131.
1937 — весной в Доме творчества в Ялте писал повесть «Бумбараш», но оставил её незаконченной. Летом и до самой глубокой осени со своими друзьями К. Г. Паустовским и Р. И. Фраерманом жил и работал в Солотче. Осенью задумал другую повесть — «Судьба барабанщика» — и в начале 1938 года закончил её.
1938 — писал сценарий «Судьба барабанщика», одновременно работал над рассказом «Телеграмма» (первый вариант рассказа «Чук и Гек»). Летом и осенью жил и работал в Солотче. Союз писателей выделил ему комнату в коммунальной квартире (Большой Казённый переулок, 8).
1939 — в январе Гайдара наградили орденом «Знак почёта» за литературную деятельность. В начале года писал рассказ «Дым в лесу» и вскоре задумал сценарий «Тимур и его команда». В это же время писал двухактную пьесу «Прохожий». Весной жил в Доме творчества писателей в Ялте — здесь же получил телеграмму, что его повесть «Судьба барабанщика» пошла в печать, и продолжал работу над сценарием. В мае вышла повесть «Судьба барабанщика». Летом и осенью жил и работал в Солотче.
1940 — в начале апреля закончил сценарий «Тимур и его команда», а с середины июня писал по нему одноимённую повесть, которую закончил в середине августа в Клину. В том же году писал сценарий «Комендант снежной крепости» и составил заявку на сценарий «Пионерия», или «Лагерь в лесу».
1941 — весной приступил к работе над сценарием «Клятва Тимура» — вторая серия, продолжение «Тимура и его команды». После начала Великой Отечественной войны обратился в Союз писателей за содействием для направления в медицинскую комиссию, но она в призыве на действительную военную службу отказала. Затем последовало обращение в редакцию газеты «Комсомольская правда», а через неё в ЦК комсомола и в ГлавПУ РККА, и Гайдар получил пропуск Генштаба РККА в действующую армию. 21 июля 1941 года он в качестве корреспондента «Комсомольской правды» вместе со вторым корреспондентом газеты Владимиром Лясковским прибыл в войска Юго-Западного фронта. В августе Гайдар последний раз приезжал в Москву. Написал военные очерки «У переправы» (опубликован 8 августа 1941 года), «Мост», «У переднего края», «Ракеты и гранаты».
26 октября 1941 года Аркадий Гайдар погиб недалеко от села Лепляво Каневского района:80.
В 1947 году останки Гайдара были перезахоронены в городе Каневе:80.

### Круг общения
Был близко знаком или связан долгой личной дружбой с Р. И. Фраерманом, К. Г. Паустовским, И. И. Халтуриным, Б. А. Ивантером:67—68. В начале 1941 года в санатории «Сокольники» познакомился с проходившей там же реабилитацию после менингита Зоей Космодемьянской.

### Личная жизнь
В 1921 году, проходя после ранения и контузии лечение в госпитале, 17-летний Аркадий познакомился с 16-летней медсестрой Марусей:108 — Марией Николаевной Плаксиной. Поженились, в браке родился сын Евгений, но он вскоре умер. Маруся через два года уехала из Арзамаса к своим родителям — семья распалась из-за постоянных отъездов мужа. В память о первой любви имя Маруся осталось в прозе Гайдара — на самых нежных её страницах. Не исключено, что в 1930-х годах он поддерживал переписку с семьёй Плаксиных, а возможно, и с самой Марией. В дневнике Гайдара за 1934 год есть запись от 30 марта: «Отправил 3 письма и одну открытку в Москву (Лядовой, Плаксину, Трофимовой и Ивантеру»), и от 18 апреля: «…Сегодня отправляю письма Плаксиной и домой. А также кусок „Синих звёзд“».
В ноябре 1925 года Аркадий, приехавший в Пермь работать журналистом, женился на 18-летней комсомолке Рахили (Лии) Лазаревне Соломянской и переехал из редакционной коммуны к жене, в дом по Коммунистической улице, 37. В конце марта 1926 года, получив гонорар, отправился с приятелем в путешествие по Средней Азии и Кавказу. Ожидавшая ребёнка жена уехала к родным в Архангельск и там в декабре 1926 года родила сына. Вернувшийся в Пермь Аркадий послал ей телеграмму: «Сына назовите Тимуром». Это пожелание Лия исполнила, но фамилию ребёнку дала свою. Из Перми Аркадий переехал сначала в Свердловск, а затем в Москву. Отец и сын Тимур Соломянский впервые увиделись в 1928 году, когда Гайдар приехал в Архангельск, — сыну было почти два года. В 1930 году семья переехала в Москву, а в 1931 году брак распался, но официальный развод состоялся лишь в 1937 году. В 1934 году Гайдар приезжал повидаться с сыном в село Ивня (в те годы это была Курская область), где Тимур жил с матерью в политотделе совхоза:127.
В 1932—1937 годах Гайдар находился в фактических брачных отношениях с поэтессой Анной Яковлевной Трофимовой (1898—1980). Проживал в её семье, охотно играл с её дочерьми Светой и Эрой, был очень крепко к ним привязан, будучи в разъездах, писал им шутливые письма:127.
Летом 1938 года в Клину Гайдар познакомился с Дорой Матвеевной Чернышёвой (урождённая Прохорова), дочерью хозяина дома, где квартировал. 17 июля того же года женился на ней, удочерив её дочь Евгению.

## Литературная деятельность
Писатель стал классиком детской литературы, прославившись произведениями об искренней дружбе и боевом товариществе.

### Псевдоним
Первые свои произведения «В дни поражений и побед», «Р. В. С.» Аркадий Голиков подписал подлинной фамилией. Псевдоним «Гайдар» появился в ноябре 1925 года в пермской газете «Звезда» под рассказом «Угловой дом». Писатель никогда не рассказывал, как возникло это слово. Если приставали с вопросом, Гайдар отделывался шуткой.
После его гибели писатель Борис Емельянов заявил, что по-монгольски «гайдар» — «всадник, скачущий впереди». Голиков служил в Хакасии, рядом с Монголией. Однако в монгольском языке слова «гайдар» в подобном значении не существует, кроме того, как предполагал Тимур Гайдар, отец не мог взять такой символичный псевдоним, так как отличался скромностью. Тимур Аркадьевич, называя отца большим выдумщиком, посчитал, что литературный псевдоним расшифровал школьный товарищ отца А. М. Гольдин: «Г» — первая буква фамилии Голиков, «АЙ» — первая и последняя буквы имени, «Д» — по-французски — «из» (Голиков изучал французский и очень полюбил этот язык), «АР» — первые буквы названия родного города. Г-АЙ-Д-АР — Голиков Аркадий из Арзамаса.
Другую версию привёл Владимир Солоухин в повести «Солёное озеро». Солоухин, ссылаясь на рассказ своего друга, пишет, что Голикова так прозвали жители Хакасии. «Гайдар» — слово чисто хакасское, только правильно оно звучит не «гайдар», а «хайдар» и означает не «вперёд идущий», а просто «куда». А это слово прилепилось к Голикову потому, что он у всех спрашивал: «Хайдар?» То есть: «Куда ехать?»
Ещё одна версия — возможно самая неправдоподобная: «гайдар» на украинском языке — «овечий пастух». Аркадий родился в Курской области и мог слышать это слово от соседей-украинцев, но сомнительно, что он взял себе псевдоним с таким смыслом. Однако работники библиотеки-музея Гайдара в Каневе рассказывают, что первое появление псевдонима в 1925 году случилось после пешего путешествия журналиста Голикова из Харькова в Донбасс, во время которого он в Змиевском районе Слобожанщины услышал это слово — там так называли пастухов овец.

### Наиболее известные произведения
- «P.B.C.» (1925),
- «Школа» (1930),
- «Четвёртый блиндаж» (1930),
- «Дальние страны» (1932),
- «Военная тайна» (1935),
- «Голубая чашка» (1936),
- «Судьба барабанщика» (1938),
- «Чук и Гек» (1939),
- «Тимур и его команда» (1940),
- «Горячий камень» (1941).

В произведениях 1930-х годов преобладала героизация и романтизация Гражданской войны, преданность идеалам первых лет советской власти.
Произведения писателя вошли в школьную программу, активно экранизировались, переведены на многие языки мира.
Произведение «Тимур и его команда» фактически положило начало уникальному тимуровскому движению, ставившему своей целью добровольческую помощь ветеранам и пожилым людям со стороны пионеров.
С. Маршак называл Гайдара «всесоюзным вожатым».
А. Гайдар в письме Р. И. Фраерману перечислил писателей, оказавших наибольшее влияние на его творчество: «Весь и всем я обязан Гоголю, Гофману, Диккенсу и Марку Твену».

#### Собрания сочинений
- Сочинения в двух томах. — М.: Государственное издательство детской литературы, 1949.
- Собрание сочинений в четырёх томах. — М.: Государственное издательство Детской литературы Министерства просвещения РСФСР, 1955—1956. — 225 000 экз., 1959—1960 гг. — 225 000 экз.
- Сочинения в двух томах. — М.: Гослитиздат, 1957
- Избранные сочинения в двух томах. — Л.: Лениздат, 1963
- Собрание сочинений в четырёх томах. — М.: Детская литература, 1964—1965. — 500 000 экз.
- Собрание сочинений в четырёх томах. — М.: Детская литература, 1971—1974. — 300 000 экз.
- Собрание сочинений в четырёх томах. — М.: Детская литература, 1979—1982. — 300 000 экз.
- Собрание сочинений в трёх томах. — М.: Правда, 1986. — 2 000 000 экз.

### Современные оценки творчества
Михаил Веллер в своей лекции «Задачи литературы в свете глобализации», прочитанной в университете Дели в 2008 году отметил: «Я твёрдо помню, я точно знаю, что в раннем детстве на меня оказал влияние замечательный советский детский писатель Аркадий Гайдар. Он учил быть мужественным, и быть храбрым, и драться за то, во что веришь, и быть патриотом».
Высоко оценила и рекомендовала в своей книге «Не для взрослых. Время читать!» к чтению детям произведения Гайдара Мариэтта Чудакова, особенно выделив «Судьбу барабанщика», которую описала как лучшее детское произведение, правдиво передающее атмосферу, царившую в стране во времена сталинских репрессий.
Дмитрий Быков в своей лекции «СССР — страна, которую придумал Гайдар», высоко оценив моральные качества его прозы и включив ряд произведений в обязательный список к прочтению детьми, особенно мальчиками, особо отметил чисто литературные её качества: «…стилистов, равных Гайдару, российская проза не знала, пожалуй, со времён Грина. В некотором смысле Гайдар и есть его прямой наследник». И отметил, что во многом именно его заслугой являются те высокие идеалы, «правильные слова, которые воспитывали удивительно правильных людей», которые отличали СССР при всех «отвратительных делах», которые порой делала советская власть.
Елена Сазанович о знаковом произведении Гайдара (в авторской рубрике «100 книг, которые потрясли мир» в журнале «Юность»): «…дайте ребёнку почитать „Сказку о Военной тайне, о Мальчише-Кибальчише и его твёрдом слове“. Или почитайте сами. И вам захочется читать Гайдара ещё и ещё. Потому что эта сказка… откроет вам тайну жизни. И тайну смерти тоже. И ещё — главную тайну своей страны… Это — гениальная сказка о свободе. Свободный стих в гениальной прозе. Или свободная проза в гениальных стихах. Она разве что сравнима с „Маленьким принцем“ Сент-Экзюпери. Потому что эта проза-загадка. Попытка разгадать будущее. И его смысл. Вне времени и вне страны».
Мария Литовская в статье о творчестве Аркадия Гайдара отмечает, что он однозначно положительно интерпретирует милитарную перенасыщенность советского мира («Быть военным в мире тотальной войны значит, в пределах гайдаровской концепции, находиться в гуще жизни»:100) — подобный образ военизированного государства последовательно выстраивается во всех его книгах 1930-х годов. Мария Литовская приводит цитату Мариэтты Чудаковой, писавшей о «Тимуре и его команде»:96:

Перед нами — незримая вертикаль, на которой зиждется монархическое устройство. Средний пласт власти не в состоянии самостоятельно следовать справедливости — правильно рассудит дело только тот, кто находится в соответствующем чине, причём военном. В повести нет и следов партийной власти… всё «верхнее» ассоциируется с военным, все государственное — с назревающей войной, с непреложностью участия в ней, защиты отечества… Это — военная империя в её расцвете. Провозвещается возможность идиллии в её рамках,… возможность обретения покоя.

## Фильмография

### Экранизации произведений
- 1930 — Будьте такими (немой фильм, по мотивам повести «Р. В. С.»)
- 1937 — Каро (по мотивам повести «Школа»)
- 1937 — Дума про казака Голоту (по мотивам повести «Р. В. С.»)
- 1940 — Тимур и его команда
- 1942 — Клятва Тимура
- 1953 — Чук и Гек
- 1954 — Школа мужества
- 1955 — Судьба барабанщика
- 1955 — Дым в лесу
- 1957 — На графских развалинах
- 1958 — мультфильм «Сказка о Мальчише-Кибальчише»
- 1959 — Военная тайна
- 1960 — Пусть светит (режиссёр Евгений Карелов)
- 1960 — Timur és csapata (венгерский телефильм по повести «Тимур и его команда», режиссёр Lajos Pauló)
- 1964 — Голубая чашка
- 1964 — Сказка о Мальчише-Кибальчише
- 1964 — Дальние страны (режиссёр Мария Фёдорова)
- 1965 — мультфильм «Горячий камень»
- 1965 — Комендант снежной крепости
- 1971 — Бумбараш
- 1976 — Тимур и его команда
- 1976 — Судьба барабанщика
- 1976 — Будёновка (режиссёр Игорь Вознесенский)
- 1977 — Р. В. С. (режиссёр Алексей Мороз)
- 1980 — Школа (режиссёр Михаил Ильенко)
- 1987 — Лето на память
- 2003 — Тимур и его коммандос (режиссёр Игорь Масленников)
- 2022 — Чук и Гек. Большое приключение (режиссёр Александр Котт)

## Награды
- 31 января 1939 года — орден «Знак Почёта»[83].
- 31 декабря 1964 года — орден Отечественной войны I степени (посмертно)[* 22].

## Память
В Советском Союзе книги Гайдара играли огромную роль в воспитании подрастающих поколений и пропаганды коммунистических идей. Имя Гайдара было присвоено многим библиотекам, школам, улицам городов и сёл СССР. В честь Гайдара назван посёлок Гайдаровск в Орджоникидзевском районе Хакасии. До 1998 года село Караколь в Атбасарском районе Акмолинской области носило название Гайдар.

### Арзамас
В городе расположен литературный и мемориальный музей А. П. Гайдара. У главного входа — памятник, представляющий будущего писателя юношей неполных пятнадцати лет, уходящим на фронт. К зданию музея примыкает Центральная городская детская библиотека им. А. П. Гайдара. Следующим за библиотекой зданием является дом-музей, где прошли детские годы писателя. «Гайдаровским» называется расположенный неподалёку средний из трёх прудов, на котором маленький Аркадий устраивал свои «морские бои» (горожане и даже официальные источники часто называют «Гайдаровскими» всю систему прудов на месте бывшей реки Сороки: Институтский, Гайдаровский и Сорокинский). Мемориальные доски установлены на здании бывшего реального училища, где учился будущий писатель, и на доме, где он прочитал товарищам свою первую повесть «В дни поражений и побед».
Имя А. П. Гайдара носят: улица, городской Парк культуры и отдыха, в котором установлен памятник писателю и комплекс скульптур «Звезда Гайдара» по мотивам его наиболее известных произведений для детей, школа № 7, городской Центр развития творчества детей и юношества. До 2012 года имя писателя носил Арзамасский государственный педагогический институт. Перед главным входом в институт установлен бюст Гайдара.
На стеле, оформляющей въезд в Арзамас с юго-востока со стороны трассы Р158 (от д. Березовка), имеется надпись «Арзамас — город Гайдара», поскольку в советские времена связь с его жизнью и творчеством считалась ключевым фактором, определяющим туристическую привлекательность города.
25 июня 1968 года Арзамасский городской Совет депутатов трудящихся присвоил А. П. Гайдару звание «Почётный гражданин г. Арзамаса» — за большие заслуги в деле коммунистического воспитания подрастающего поколения, отвагу и мужество при защите социалистической Родины в годы гражданской и Великой Отечественной войны.

### Льгов
На родине писателя, в городе Льгове, по инициативе краеведа С. В. Лагутича, создан Литературно-мемориальный музей А. П. Гайдара (1965), вначале народный, с 2014 года — филиал Курского областного краеведческого музея. Музей создан в доме — месте рождения и детских лет жизни писателя. Факт его рождения во Льгове был установлен и доказан С. В. Лагутичем. Благодаря одной из инициированных С. В. Лагутичем акций «тимуровцев» по сбору металлолома, во Льгове было изготовлено два трамвайных вагона, которые получили имя «Аркадий Гайдар» и были торжественно переданы жителям Курска (1976).

### Пермь
В 1951 году, к 10-летию гибели Гайдара, на доме № 8 по Сибирской улице, где он работал в редакции газеты «Звезда», была открыта мемориальная доска. В 1958 году на втором этаже здания был основан Дом журналиста. В 1962 году здесь был установлен бюст Гайдара (скульпторы С. Ф. Колюпанов и Б. П. Плюснина), а 10 января 1964 года Дому журналиста было присвоено имя А. П. Гайдара. 4 ноября 1965 года в Доме журналиста была установлена беломраморная плита с именами пермских журналистов, погибших на фронтах Великой Отечественной войны, — первым в этом скорбном списке высечено имя Гайдара. Накануне 100-летия Гайдара, 20 июля 2002 года, была открыта новая мемориальная доска, подготовленная пермским скульптором Р. Б. Исмагиловым в виде рельефной пластики, — на ней изображён барельефный портрет молодого Гайдара с известной фотографии 1920-х годов, на которой он в шинели, кепке, с трубкой во рту.
Имя А. П. Гайдара также носят: краевая журналистская премия, улица, площадь, сквер.

### Архангельск
В честь Гайдара названа одна из улиц. Имя писателя носят областная детская библиотека и общественная организация «Архангельский городской штаб школьников». На доме на углу Набережной и улицы Выучейского, где он жил, установлена мемориальная доска. В редакции газеты «Правда Севера» на мраморной доске золотом начертаны имена архангельских журналистов, погибших на фронтах Великой Отечественной войны, — на ней первым значится имя Гайдара. Здесь же установлена снарядная гильза с землёй, привезённая с могилы писателя в Каневе.

### Хабаровск
Имя А. П. Гайдара носят: Центральная городская детская библиотека, улица.
- Памятные места в Хабаровске
- Мемориал Аркадию Гайдару в Детском городском парке отдыха. Автор — Галина Мазуренко. Открыт 1 июня 1972 года. В 1972—2005 годах парк носил имя Аркадия Гайдара[99]
- Здание бывшей редакции газеты «Тихоокеанская звезда». В 1956 году на нём была закреплена мемориальная доска в честь Аркадия Гайдара
- Мемориальная доска в честь Аркадия Гайдара на здании бывшей редакции газеты «Тихоокеанская звезда»

### Москва и Подмосковье
В 1938—1941 годах А. П. Гайдар жил в подмосковном Клину на улице Большевистской (ныне ул. Гайдара). Здесь он написал произведения «Тимур и его команда», «Дым в лесу», «Комендант снежной крепости». В Клину открыт мемориальный Дом-музей писателя.
В 1972 году у Дворца пионеров на Ленинских горах был установлен памятник герою повести А. П. Гайдара Мальчишу-Кибальчишу — первый в Москве памятник литературному персонажу (скульптор В. К. Фролов, архитектор В. С. Кубасов). В 1974 году установлен памятник Аркадию Гайдару.
Имя А. П. Гайдара носят: Центральная детская городская библиотека Москвы («Гайдаровка») — старейшая детская библиотека России, Дворец творчества детей и молодёжи в Москве, Центральная детская библиотека в Клину.
- Имя А. П. Гайдара носят:
  - Дворец пионеров и школьников в Стерлитамаке,
  - Калининградская и Белгородская областные детские библиотеки,
  - Калужская центральная городская детская библиотека,
  - Центральная городская детская библиотека имени А. П. Гайдара в Оренбурге,
  - Центральная детская библиотека Севастополя,
  - Детская библиотека в Ангарске Иркутская область (проспект Маркса),
  - библиотека в Армавире,
  - районная детская библиотека в Сухом Логе,
  - центральная детская библиотека в Аксае Ростовской области,
  - детская библиотека в Ухте (Республика Коми),
  - улица в Йошкар-Оле,
  - в Кирове — Библиотека № 8 для детей и юношества и улица,
  - в Екатеринбурге — дому, где жил Гайдар во время работы в Екатеринбурге, присвоен статус памятника истории,
  - в Северодвинске — улица,
  - В Нижнем Новгороде — улица,
  - в Светлограде (Ставропольский край) — сквер,
  - детская библиотека в Улан-Удэ,
  - Кемеровский областной театр кукол,
  - Центральная городская детская библиотека[100] в Одессе (Украина),
  - детско-юношеский клуб «Гайдаровец» (Украина, Донецкая область, г. Макеевка),
  - городская библиотека в Макеевке (Украина, Донецкая область),
  - в Армянске — улица.
- Имя Гайдара носила детская библиотека, располагавшаяся около центральной площади имени В. И. Ленина в Грозном (разрушена в 1990-х годах).
- Одному из крупнотоннажных судов 1962 года постройки[* 23] было присвоено имя «Аркадий Гайдар»[103].
- Именем Гайдара назван астероид (1835) Гайдария.
- В Алматы (Казахстан) именем А. П. Гайдара с ноября 1956 года[104] в районе Тастака называлась улица. Переименована в декабре 2018 года[105].
- Памятник в городе Мыски (Кемеровская область).
- В Орле улица (1960), а также переулок и детская библиотека № 14 (1968)[106].

## Образ в искусстве

### В литературе
- «Мальчишка-командир» (1987). Автор Борис Камов. Издательство: М.: Детская литература. Повесть о детстве и боевой юности Аркадия Голикова, о том легендарном периоде жизни, о котором А. П. Гайдар сказал: «Это была обыкновенная биография и необыкновенное время».
- «Рывок в неведомое» (1991). Автор Борис Камов. Издательство: М.: Детская литература. В повести рассказывается о службе Аркадия Голикова в Хакасии в 1922 году, о его единоборстве с неуловимым атаманом Соловьёвым.
- Памяти А. П. Гайдара посвящена повесть Льва Кассиля «Дорогие мои мальчишки». Гайдар послужил прообразом ключевого персонажа повести, Арсения Петровича Гая.

### В музыке
- Песня «Гайдар шагает впереди» из кантаты «Красные следопыты» (1962 года), музыка А. Н. Пахмутовой, стихи С. Т. Гребенникова и Н. Н. Добронравова[107].
- Песня «Салют Гайдару», музыка Е. Крылатова, слова М. Пляцковского.
- А. Гайдару посвящена песня барда Андрея Земскова «Всадник, скачущий впереди».

### В кино
- «Серебряные трубы» (1970). Фильм о жизни Гайдара после Гражданской войны. В главной роли Андрей Мягков.
- «Конец императора тайги» (1978). Приключенческий фильм о Гражданской войне в Хакасии. В главной роли Андрей Ростоцкий.
- «Остаюсь с вами» (1981). Фильм о последних годах жизни писателя. В главной роли Анатолий Грачёв, во флешбэках в роли молодого Гайдара Андрей Ростоцкий.

В 1978 и 1983 годах издан художественный маркированный конверт, посвящённый писателю.
- Почтовые марки и конверты СССР
- Почтовая марка СССР, 1962 год
- Почтовая марка СССР, 1964 год
- Почтовый конверт СССР, 1978 год

## Обстоятельства гибели
В сложившейся к сентябрю 1941 года на Юго-Западном фронте угрозе окружения армии часть военных журналистов покинула фронт. Гайдару предложили место в последнем самолёте, улетавшем из Киева в Москву, но он отказался. Среди оставшихся военных корреспондентов были также Борис Лапин, Захар Хацревин, Юрий Крымов, Евгений Долматовский и другие. Журналисты, вернувшиеся в Москву, сообщили, что Гайдар жив и даже провожал их, но лететь отказался. Так возникла версия о подозрительном невозвращении Гайдара. Через три дня после прилёта последнего самолёта из Киева Дора Матвеевна обнаружила в почтовом ящике письмо от Гайдара, но адрес на конверте был написан незнакомой рукой, хотя в самом письме были такие слова: «Эти товарищи, которые передадут тебе письмо, из одной со мной бригады. Напои их чаем или вином. Они тебе обо мне расскажут». Дора Матвеевна не знала, что Гайдар находится под подозрением. Осталось неизвестным, с кем было отправлено из Киева письмо Гайдара.
После окружения частей Юго-Западного фронта в районе Умань — Киев Гайдар в сентябре (по другим сведениям, 4 октября) 1941 года попал в партизанский отряд Горелова. В отряде был пулемётчиком, особенно отличился в бою на территории лесопильного завода (22 октября), когда он и ещё два пулемётчика успешно отразили наступление немцев.
Следующее письменное известие о Гайдаре было получено ещё до освобождения оккупированной территории — его передал лейтенант Сергей Абрамов:80, сопровождавший Гайдара в день гибели. В мае 1942 года в ящике для писем с фронта, стоящем в вестибюле Союза писателей в Москве, был обнаружен солдатский треугольник.

Уважаемая товарищ Гайдар! — так начиналось письмо. — …Выполняя просьбу Вашего мужа, Гайдара Аркадия Петровича, сообщаю Вам, что он героически погиб от рук фашистских варваров 26 октября 1941 года…

Вы знаете, что Аркадий Петрович… был корреспондентом Юго-Западного фронта… Когда образовалось окружение, то Гайдару предложили вылететь на самолёте, но он отказался и остался с окружённой армией. Когда часть армии была разбита, то мы, выходя из окружения, остались в партизанском отряде в Приднепровских лесах. И однажды мы ходили по продукты на свою базу и нарвались на немецкую засаду, где и был убит тов. Гайдар Аркадий Петрович.

Его могила находится в Полтавской области, около железной дороги, которая идёт с Канева на Золотоношу. Если ехать с Канева, то надо доехать до станции Леплява… Там есть будка, вот около этой будки на правой стороне железной дороги, метрах в пяти от полотна, и похоронен он. Будочник знает могилу… Остаюсь — лейтенант С. Абрамов.

Это письмо я передаю из временно оккупированной Украины…
Однако официальные органы не признали достоверность письма — оставалось неизвестным, кто такой лейтенант Абрамов: обратного адреса на письме не было. Возникла ещё одна версия, не сам ли Гайдар прислал это письмо? По просьбе близких писателя командование поручило разведгруппе, действовавшей в немецком тылу на территории Полтавской области, проверить сведения лейтенанта Абрамова. В августе 1943 года в донесении старшего лейтенанта И. Гончаренко сообщалось, что он «лично тоже встречался и много беседовал» с Гайдаром «в октябре 1941 года» под Леплявой, и подтверждалось, что Аркадий Петрович погиб, когда ходил «на хутор за продуктами», и похоронен «возле железной дороги». Личность И. Гончаренко была хорошо известна, его донесениям доверяло фронтовое командование, но в Москве и этот документ был поставлен под сомнение.
С подозрением — Гайдар остался в окружении, чтобы перейти к немцам, — не согласилась редколлегия «Комсомольской правды», поэтому после освобождения Украины в 1944 году военный корреспондент газеты капитан А. Ф. Башкиров по заданию редакции разыскал в Полтавской области место захоронения недалеко от железной дороги Канев — Золотоноша и провёл расследование обстоятельств гибели Гайдара:80—81.
Согласно донесению вернувшегося в Москву Башкирова, который ссылается на рассказы «знавших Гайдара колхозников и партизана Бутенко»:

Гайдар погиб 26 октября 1941 года в результате стычки с немецкой засадой. Как утверждает Бутенко, в этот день Гайдар и ещё четыре партизана пошли на продбазу отряда. Там на них напали немцы. Гайдар поднялся и крикнул: «В атаку»! Его сразила пулемётная очередь. (Остальные четверо спаслись.) Немцы тут же сняли с погибшего партизана его орден, верхнее обмундирование, забрали тетради, блокноты. Тело Гайдара захоронил путевой обходчик…
Башкиров также подготовил для «Комсомольской правды» большую статью о Гайдаре, о его подвиге в бою у лесопильного завода. Статья была поставлена в номер, но по указанию надзорных органов была снята, а Башкиров тут же отправлен обратно в действующую армию. Вскоре после Башкирова место гибели Гайдара посетила Дора Матвеевна:81.
По версии Б. Н. Камова, который близко знал Сергея Абрамова и Василия Скрыпника — двоих из четырёх партизан, оставшихся тогда в живых:

Утром 26 октября 1941 года Гайдар с четырьмя товарищами возвращался с продуктовой базы во временный лагерь. Не доходя, сделали привал. Гайдар вызвался зайти к знакомому путевому обходчику попросить хлеба или картошки. Для этого поднялся на высокую железнодорожную насыпь и увидел засаду. <…>
— Ребята, немцы! — крикнул он.
Раздалась пулемётная очередь.

## Мифологизация и демифологизация
Маргарита Казачок условно выделяет три этапа в научном познании А. П. Гайдара:
1. Домифологический период (1920-е — начало 1940-х годов) включает прижизненные публикации о писателе и характеризуется началом процесса мифологизации Гайдара.
2. Мифологический период (1950—1980-е годы) — советским гайдароведением создаётся миф о писателе («Всадник, скачущий впереди»). В этот период советские и партийные органы всячески способствуют усилению пропаганды гайдаровского творчества.
3. Постмифологический период (1990-е и последующие годы). В 1990-х годах происходит демифологизация феномена личности и творчества Гайдара. Вместе с тем следует череда откровенно ложных, не подтверждённых документально и научно не обоснованных публикаций — Ю. Прошутинский «Не читайте детям Гайдара!» (1992), В. Солоухин «Солёное озеро» (1994) и другие — которые имеют ярко выраженную сиюминутную, политическую потребность — сломать устоявшееся социалистическое сознание общества для быстрейшего реформирования экономики и социально-политического устройства в стране[109].

Александр Шекшеев, ссылаясь на публикации в сибирских периодических изданиях периода 1973—1987 годов («Красноярский комсомолец», «Красноярский рабочий», «За коммунизм», «Красноярский железнодорожник», «Восточно-Сибирская правда», «Советская Хакасия»), отмечает, что выступающие в них краеведы, партийные работники и бывшие чекисты преувеличивали роль Голикова в ликвидации местного бандитизма, тиражируя и дополняя рассказы об этом несуществующими в действительности фактами (например, о разгроме «банд» Соловьёва в Туве). Облик Голикова позиционировался и в художественных произведениях. Разработка советским кинематографом «бандитской» темы на сибирских материалах с их элементами экзотики обусловила создание приключенческой ленты «Конец императора тайги» (1978). Образ Голикова в лице комбата Горохова воплотился на страницах романов А. И. Чмыхало «Отложенный выстрел» (1981) и «Седьмая беда атамана» (1994).
Шекшеев считает, что книга Солоухина «Солёное озеро» основана на крайне малом числе источников, состоявших из некоторых биографических публикаций, известных историкам газетных материалов начала 1920-х годов, различных воспоминаний (в том числе соученика Солоухина по Литературному институту М. Е. Кильчичакова) и реферата школьницы. Солоухин назвал Голикова (Гайдара) инициатором и исполнителем всех преступлений, совершённых представителями коммунистической власти в Хакасии.
По мнению Шекшеева, за короткий срок нахождения в Хакасии Голиков не мог быть руководителем и «героем», ликвидировавшим там «бандитизм». Не был он и «карателем», автором преступлений, которые совершили до него иные. Вместе с тем Голиков не отличался от других представителей противоборствующих сторон, переносящих свою ненависть к вооружённому противнику на окружающее население. Находясь в состоянии постоянного стресса, он был инициатором и участником расстрелов и других преступлений, характерных для Гражданской войны.